# Dinarthrum pugnax
Dinarthrum pugnax är en nattsländeart som beskrevs av Mclachlan 1875. Dinarthrum pugnax ingår i släktet Dinarthrum och familjen kantrörsnattsländor. Inga underarter finns listade i Catalogue of Life.